# Lohbächlein (Bibert)
Das Lohbächlein ist ein Keuperbach des Ansbacher Hügellandes im Gebiet der Marktgemeinde Dietenhofen im bayerischen Landkreis Ansbach. Nach 11⁄2 km langem Lauf nach Nordosten mündet er abwärts des Dietenhofener Dorfes Andorf von rechts in die obere Bibert.

## Geographie

### Verlauf
Das Lohbächlein entfließt unterhalb des Weges auf dessen gehölzbestandenem Damm auf etwa 424 m ü. NHN dem etwa 0,7 ha großen Neuweiher. Dieser liegt etwa 0,7 km südlich der Mitte des in einem anderen Nebental der Bibert stehenden Dorfes Frickendorf. Das Lohbächlein fließt recht beständig in etwa nordöstlicher Richtung. Nach etwa 200 Metern durch Wiesenflur, wenig gesäumt von Bäumen oder Büschen, tritt es in inzwischen etwas eingetiefter Talmulde in den Wald ein, wo es etwa einen Viertelkilometer weiter einen etwa 0,3 ha großen Teich durchfließt, der im Einlaufbereich schon merklich verlandet.
Unterhalb des Teichs verlässt der Bach sogleich den Wald, der sich aber am rechten Talhang jenseits eines Wiesenstreifen weiterhin dem Gewässer entlangzieht, während er linksseits nun über einer breiten Ackerzone nur lückenhaft am Oberhang steht. Etwa einen halben Kilometer nach seinem Waldaustritt quert ihn die niederrangige Straße von Andorf im Nordwesten nach Götteldorf im Südosten auf einem aufgeschütteten Damm.
Gleich danach liegen zwei Teiche am rechten und dann einer am linken Ufer, alle drei mit weniger als 0,1 ha Fläche. Dem linken Ufer folgt nun ein unbefestigter Wirtschaftsweg zu einem kleinen Wäldchen auf dieser Seite, das am Fuß des linken Talsporns steht. Neben diesem geht der Bach kurz vor einem die rechte Bibertaue entlangführenden ausgebauten Wirtschaftsweg in eine Verdolung, aus der er etwa hundert Meter weiter auf etwa 362 m ü. NHN von rechts in die obere Bibert einfließt.
Das Lohbächlein mündet nach etwa 1,5 km langem Lauf mit mittlerem Sohlgefälle von rund 41 ‰ rund 62 Höhenmeter unterhalb seines Ursprungs am Neuweiher.

### Einzugsgebiet
Das Einzugsgebiet des Lohbächleins ist etwa 1,1 km² groß. Es liegt im Nördlichen Ansbacher Hügelland, einem Teil des Naturraums Mittelfränkisches Becken. An seinen Talhängen steht Wald, inselhaft auch etwas auf der Hochebene im Südwesten, doch ist der größere Teil von ihm auf den talbegleitenden Hochebenen offen und wird meist beackert. Das Gebiet gehört fast ganz zur Marktgemeinde Dietenhofen, nur ein winziger Randzwickel im Südwesten mit wenigen neueren Gebäuden des dörflichen Gewerbegebietes von Rosenberg gehört zur Nachbargemeinde Rügland, allein dort gibt es Besiedlung. Dort ist es mit etwa 452 m ü. NHN auch am höchsten.
Reihum grenzen die Einzugsgebiete der folgenden Nachbargewässer an:
- Im Nordwesten fließt der Frickendorfer Graben etwas aufwärts der Bibert zu;
- im Süden läuft in gleicher Fließrichtung der unterhalb in die Bibert mündende Kanzelbach, der im Südsüdwesten über seinen linken Oberlauf Lerchenbach konkurriert;
- jenseits des höchsten Wasserscheidenabschnitts im Südwesten fließt der Mettlachbach, dessen Abfluss über den Haselbach viel tiefer ebenfalls in die Bibert gelangt, er konkurriert teilweise über seinen kleinen Zufluss Brunnholzgraben.

## Geologie
Bach und Einzugsgebiet liegen zur Gänze im Mittleren Keuper des Ansbacher Hügellandes. Die Hochebenen oberhalb des Bachbeginns und beidseits des Tales auf den Spornen sind Verebnungsflächen des Blasensandsteins der Hassberge-Formation, an den Hängen des Taleinschnittes streichen dann meist die Lehrberg-Schichten der Steigerwald-Formation aus. Gegenüber der Mündung liegen am anderen Hangfuß der Bibert die Estherienschichten der in Ablagerungsfolge noch tieferen Grabfeld-Formation.
Eine kurze, von Westnordwest nach Ostsüdost streichende Störung quert Tal und Bach zwischen dessen Waldaustritt und der seine Aue auf einem Damm querenden Straße, ihre Hochscholle liegt bibertseitig.

### BayernAtlas („BA“)
Amtliche Online-Gewässerkarte mit passendem Ausschnitt und den hier benutzten Layern: Lauf und Einzugsgebiet des Lohbächleins

Allgemeiner Einstieg ohne Voreinstellungen und Layer: BayernAtlas der Bayerischen Staatsregierung (Hinweise)
1. 1 2 3  Höhe abgefragt auf dem Hintergrundlayer Amtliche Karte (Rechtsklick).
2. ↑  Länge abgemessen auf dem Hintergrundlayer Amtliche Karte.
3. ↑  Einzugsgebiet abgemessen auf dem Hintergrundlayer Amtliche Karte.
4. 1 2 3  Seefläche abgemessen auf dem Hintergrundlayer Amtliche Karte.
5. ↑  Geologie nach dem Layer Geologischen Karte 1:25.000.

### Sonstige
1. ↑  Franz Tichy: Geographische Landesaufnahme: Die naturräumlichen Einheiten auf Blatt 163 Nürnberg. Bundesanstalt für Landeskunde, Bad Godesberg 1973. → Online-Karte (PDF; 4,0 MB)